# I. e. 9. évezred
| Évezredek i.e. | 10. | 9. | 8. | 7. | 6. | 5. | 4. | 3. | 2. | 1. | Időszámítás kezdete | 1. | 2. | 3. | 4. | 5. | 6. | 7. | 8. | 9. | 10. | Évezredek i.sz. |

Az i. e. 9. évezred a holocén korszak neolitikus periódusának kezdete.

## Események
- az első gabonatermesztő közösségek a mai Irán területén (Zagrosz-hegység)
- a földművelés és állattenyésztés kezdetei Mezopotámiában
- i. e. 8350 körül neolitikus települések a mai Jerikónál (Palesztina)
- i. e. 8300 körül vándorló vadászok érkeznek a mai Angliába
- i. e. 8000 körül a mai Finnország területén a jégtakaró visszahúzódása után létrejött a suomusjärvi kultúra
- korai cserépedények a mai Japánban

## Találmányok, felfedezések
- az íj feltalálása
- a mezőgazdaság feltalálása a mai  Közel-Keleten
- a juh és a kecske háziasítása a mai  Közel-Keleten
- a sertés háziasítása a mai Kínában